# الحنشة الحوزية (دو سليم والحنشة)
الحنشة الحوزية هو دُوَّار يقع بجماعة سيدي بوقنادل، عمالة سلا، جهة الرباط سلا القنيطرة في المملكة المغربية. ينتمي الدوّار لمشيخة دو سليم والحنشة التي تضم 3 دواوير. يقدر عدد سكانه بـ 3252 نسمة حسب الإحصاء الرسمي للسكان والسكنى لسنة 2004.

## روابط خارجية
- البوابة الوطنية للجماعات الترابية
- المندوبية السامية للتخطيط